# Mikael Sol
Glenn Mikael Sol, född 11 februari 1981 i Huddinge, är en svensk serieskapare, illustratör och tidningsredaktör. Han har sedan albumdebuten 2006 arbetat både med humor och självbiografiska teman. Sol har arbetat som redaktör för bland annat serietidningen Fantomen. Sedan 2021 arbetar han på Tukan förlag som förläggare för barnböcker, samt som barnboksförfattare med den egna barnboksserien om Dinobonden.

## Biografi
Sol är uppvuxen i Stockholms södra förorter, i Vårby Gård och Alby. Han utbildade sig på Serieskolan 1998, Nyckelviksskolan 2001–04 och Beckmans designhögskola 2005–08.
2006 kom hans första seriealbum, De lyckliga dagar du har nu är dina framtida år av sorg, saknad och bottenlös ensamhet. Två år senare kom Till alla jag legat med. 2013 och 2014 publicerades Kändisfakta respektive Psykiskt sjuk. Alla fyra utgåvor har kommit på olika förlag. Dessutom har serierna synts i flera olika svenska serietidningar.
Sols serieproduktion är inom flera genrer, men självbiografiska serier och humorserier är de vanligaste. De tecknas i en humoristisk stil med en klar linje. Till alla som jag legat med och Psykiskt sjuk tar båda upp ämnet psykisk sjukdom, och de följer samma antihjälte – en person som delar namn med serieskaparen själv.
Mikael Sol verkade även som redaktör för serietidningarna Fantomen och Herman Hedning, samt för nätserietidningen babian.se. Han har även arbetat som projektledare för diverse serietidningar och böcker som Egmont Kids Media Nordic ger ut, inklusive Elvis, Ernie, Spider-Man, Hälge och Spider-Man Kidz.
Erfarenheterna från seriebranschen och livet i stort sprids även via Mikael och Mikael, en podd som sedan 2015 producerats ihop med branschkollegan Mikael Tegebjer. Den var en av en handfull serierelaterade poddar som presenterades på 2016 års seriefestival i Stockholm.

## Publicerade verk
- 2006 – De lyckliga dagar du har nu är dina framtida år av sorg, saknad och bottenlös ensamhet, Komika förlag
- 2008 – Till alla jag legat med ISBN 9789186003067, Kartago förlag
- 2013 – Kändisfakta, ISBN 9789197119986, AP-förlaget
- 2014 – Psykiskt sjuk, ISBN 9789176210079, Egmont Kids Media Nordic
- 2019 – Solpaneler: livet är ett skämt, ISBN 9789176214930, Egmont Publishing Sverige
- 2023 – Dinobonden: T-rex och traktorjakten, ISBN 9789180378260, Tukan förlag
- 2023 – Dinobonden: Triceratops och gödselterrorn, ISBN 9789180379274, Tukan förlag
- 2024 – Dinobonden: Ankylosaurus och rivningskaoset, ISBN 9789180381758, Tukan förlag
- 2024 – Dinobonden: Spinosaurus och sjöfaran, ISBN 9789180383769, Tukan förlag
- 2024 – Dinobonden: Brachiosaurus och eldsvådan, ISBN 9789180385251, Tukan förlag